# Ostrinotes tympania
Ostrinotes tympania is een vlinder uit de familie van de Lycaenidae. De wetenschappelijke naam van de soort werd als Thecla tympania in 1869 gepubliceerd door William Chapman Hewitson.

## Synoniemen
- Thecla bethulia Hewitson, 1869